# Merkaz Szappira
Merkaz Szappira (hebr.: מרכז שפירא) – wieś położona w samorządzie regionu Szafir, w Dystrykcie Południowym, w Izraelu.
Leży w południowej części Szefeli, w odległości 5 km na zachód od miasta Kirjat Malachi, w otoczeniu moszawów Massu’ot Jicchak, Kefar Warburg, Szafir i Komemijjut, oraz kibuców En Curim i Negba. Na zachód od wioski znajduje się duża baza wojskowa Sił Obronnych Izraela.

## Historia
Wioskę założono w 1948. Na początku lat 50. XX wieku utworzono tutaj zespół szkół Szafir Regional Center, który obsługiwał okoliczne osady rolnicze. W październiku 1957 nadano wiosce nazwę Merkaz Szappira, na cześć posła Knesetu Haima-Moshe Shapira (1902-1970).
W 1958 do wioski przyłączono gospodarstwo rolnicze Dganim, które zostało porzucone z powodu niepowodzenia.

## Edukacja
We wschodniej części wioski znajduje się zespół szkół Szafir Regional Center, który obejmuje szkołę podstawową i średnią dla pobliskich osiedli rolniczych, oraz jesziwę Or Etzion.

## Religia
W wiosce znajduje się pięć synagog: Ohel Yitzhak, Jerusalemite Synagogue, Moroccan Synagogue, Ashkenazi Ashmoret Avraham i Yemenite Ahuzat Shalom.

## Komunikacja
Przy wiosce przebiega droga ekspresowa nr 3  (Aszkelon-Modi’in-Makkabbim-Re’ut). Lokalną drogą można dojechać do położonych na wschodzie moszawu Szafir i kibucu En Curim.